# Миргородський історико-краєзнавчий музей
Миргородський історико-краєзнавчий музей — музей у селі Великих Сорочинцях Миргородського району Полтавської області. Музей висвітлює аспекти життя миргородського краю від найдавніших часів і до сучасності.

## Історія
Створений музей у 2008 році на базі Великосорочинського народного музею.
1994 року на другому поверсі історико-краєзнавчого музею відбулось урочисте відкриття картинної галереї.

## Фонди й експозиції музею
У картинній галереї експонуються твори образотворчого мистецтва, роботи заслужених, народних художників, членів Спілки художників України майже з усіх областей країни.
Поряд з роботами професійних художників представлені роботи місцевих самодіяльних майстрів: Андрія Сербутовського, В. Брикульця, О. Маренича, різьбярів, вишивальниць села та області із запасного фонду Полтавського обласного Будинку народної творчості.
Експонуються й зразки виробів народних промислів, сувенірного цеху Миргородського держлісгоспу та художньої кераміки селища Опішня.

### Картинна галерея
У картинні галереї представлені наступні роботи:
- «Калина» О. Сльоти
- «Тарасова гора» В. Непийпиво
- портрет П. Тичини роботи Ю. Басанець
- портрет Шевченка роботи І. Холоменюк

## Галерея

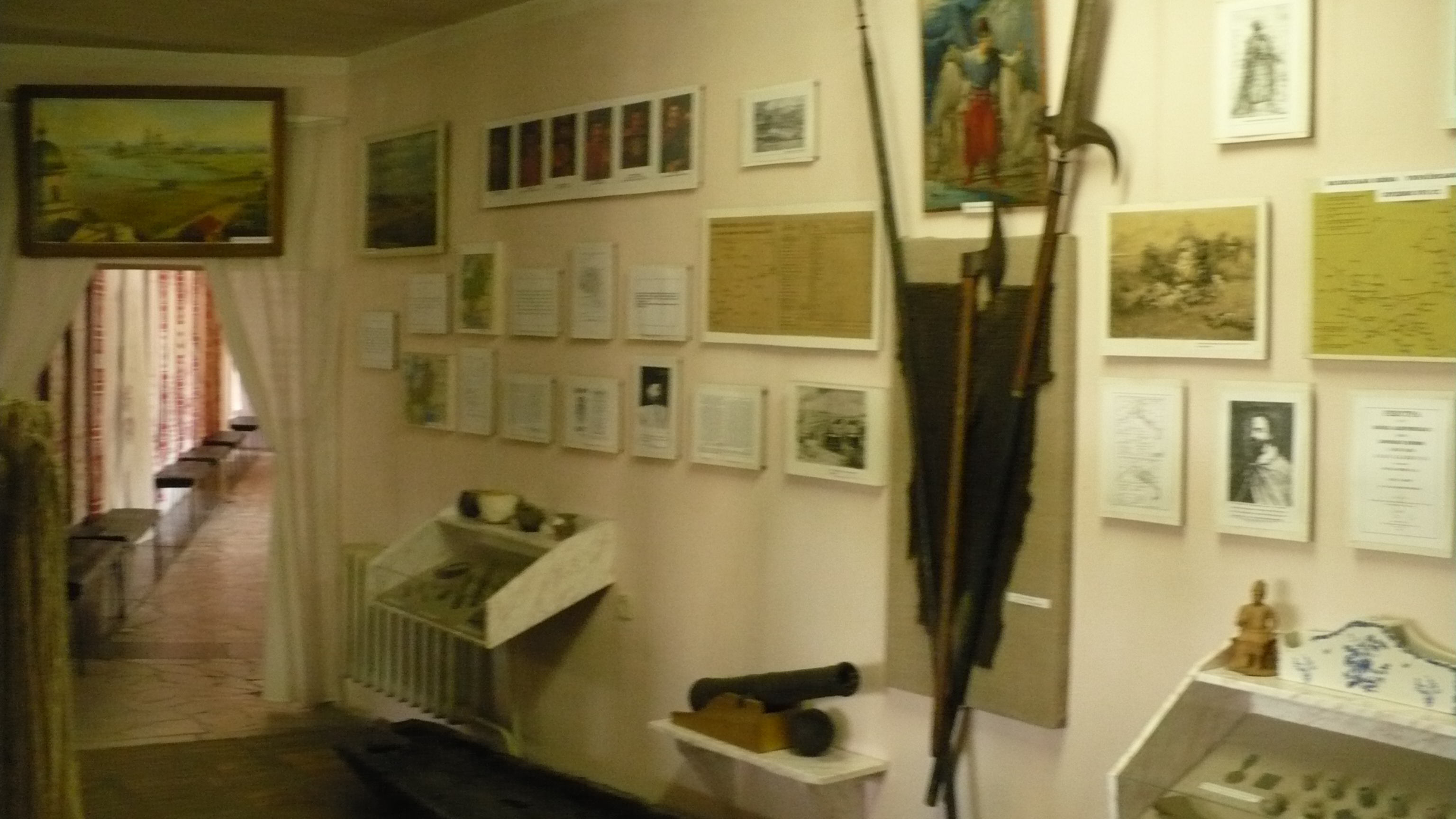
Експозиції музею
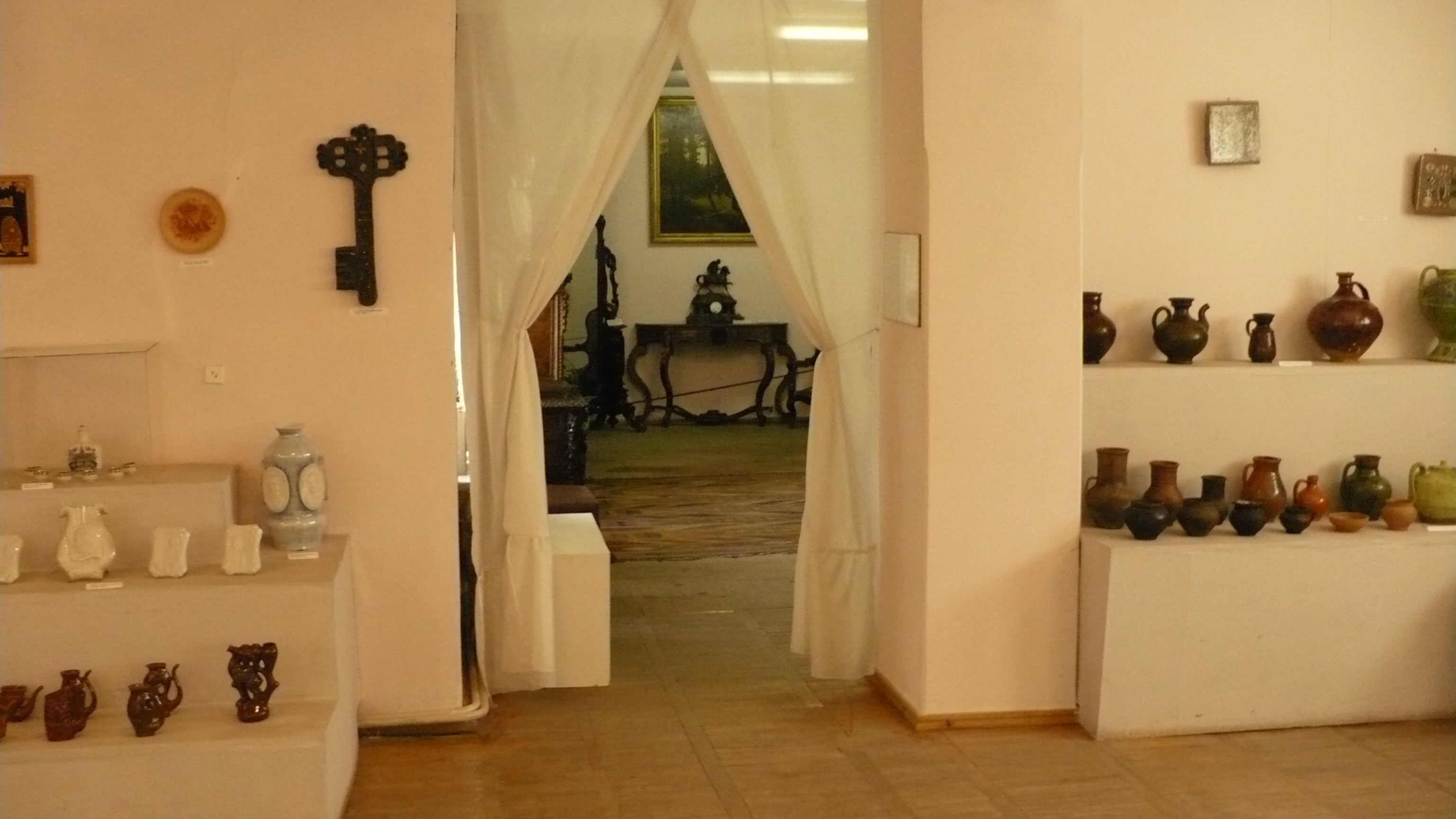
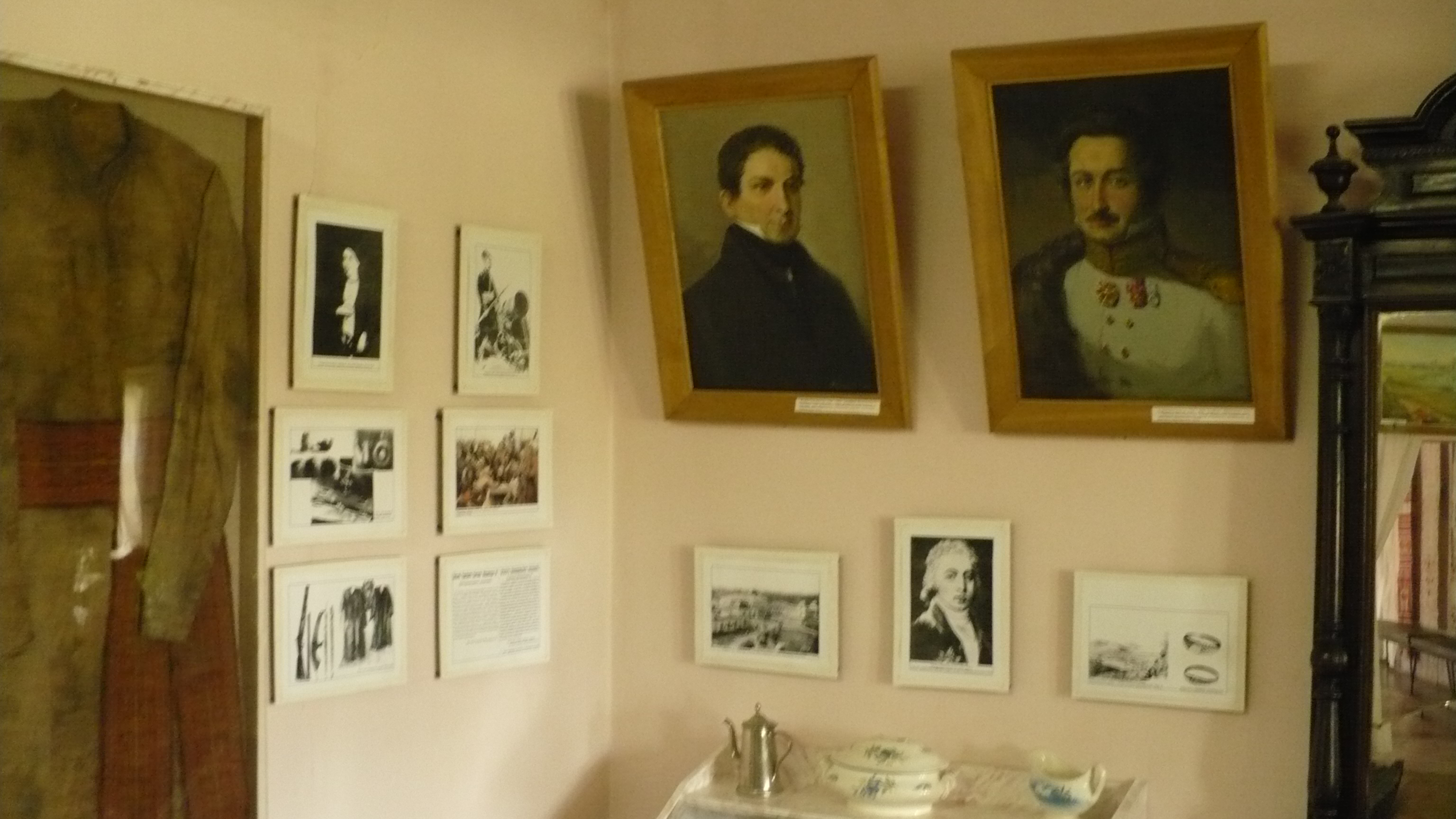
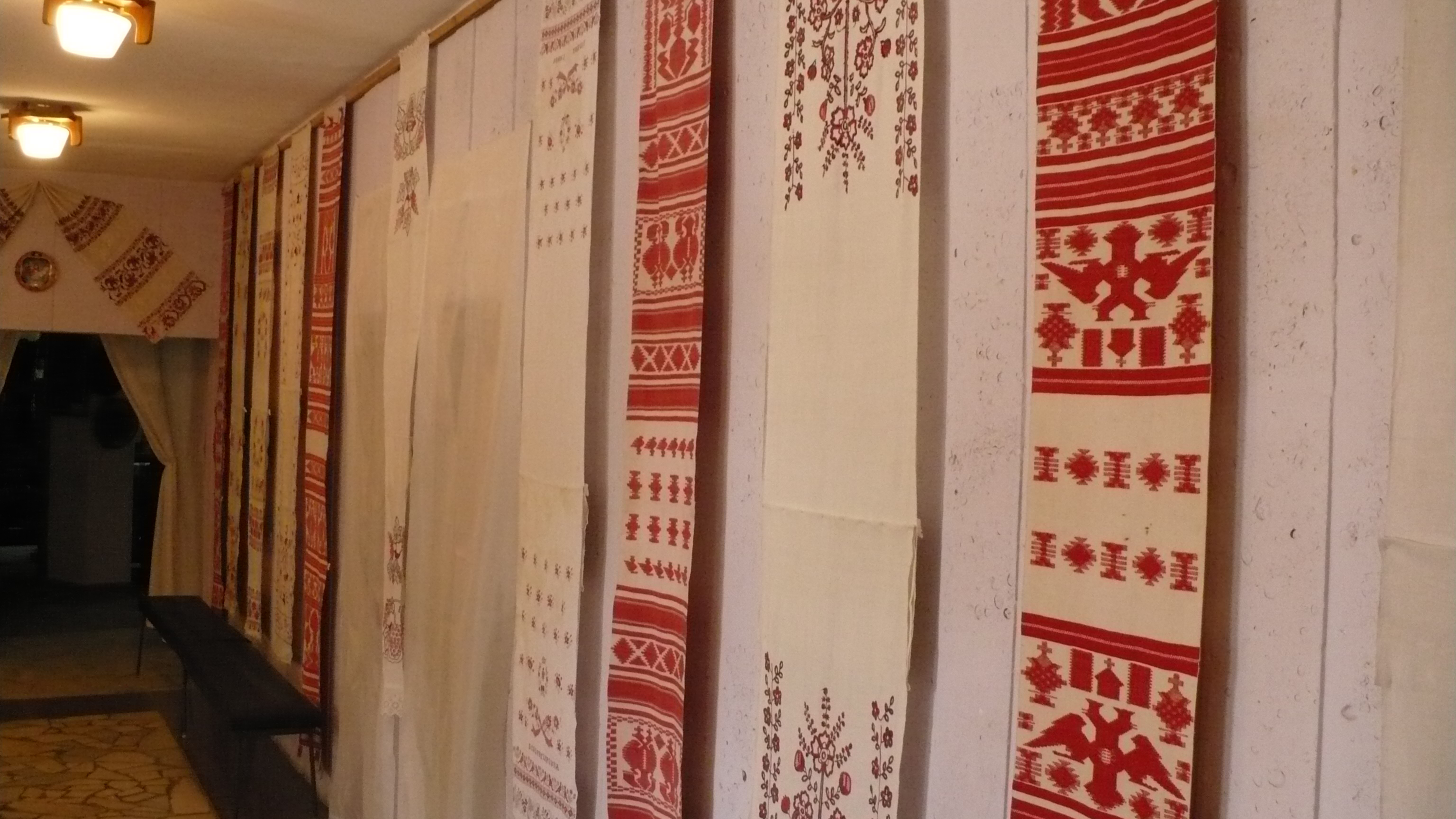
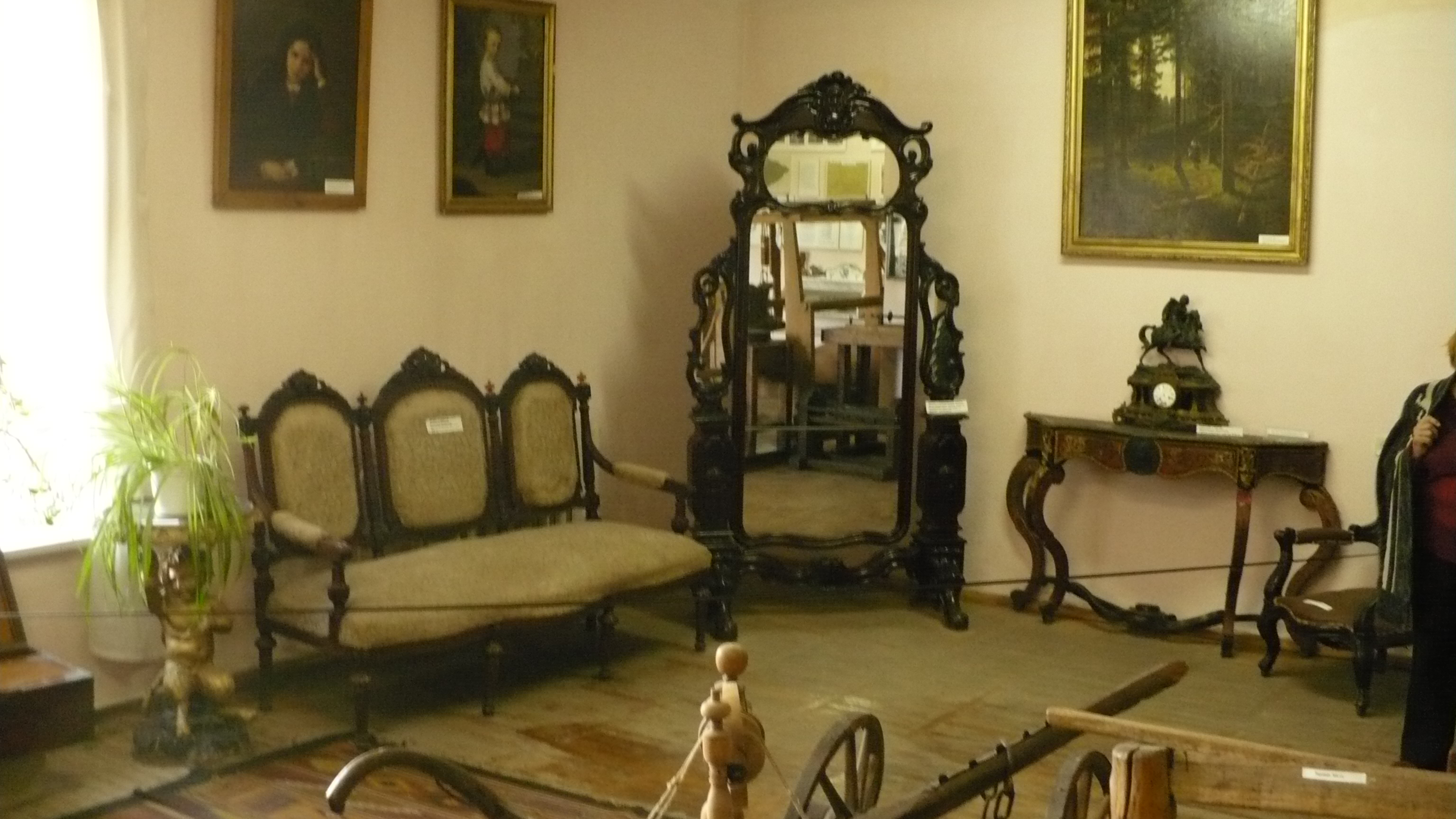
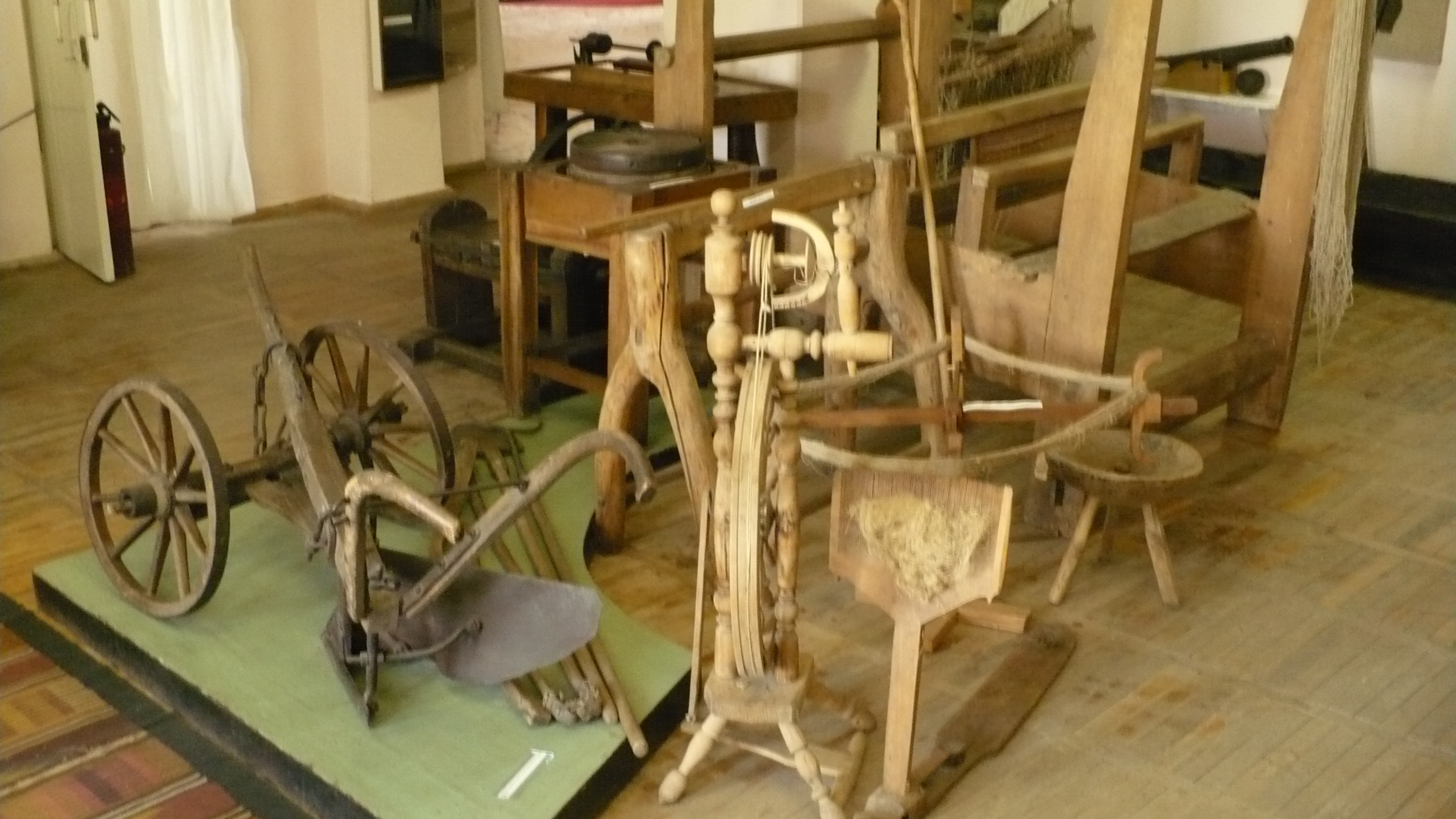
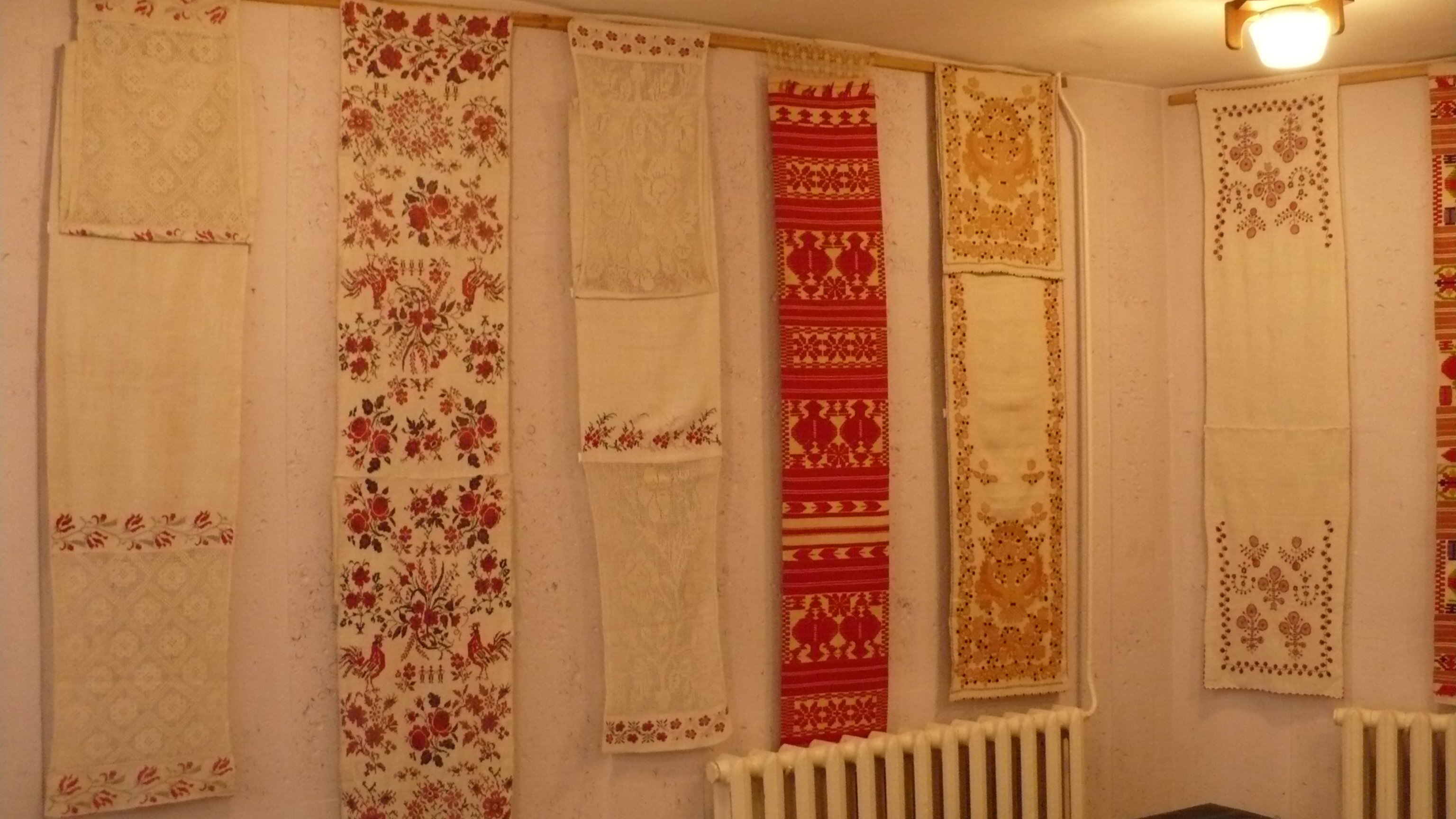
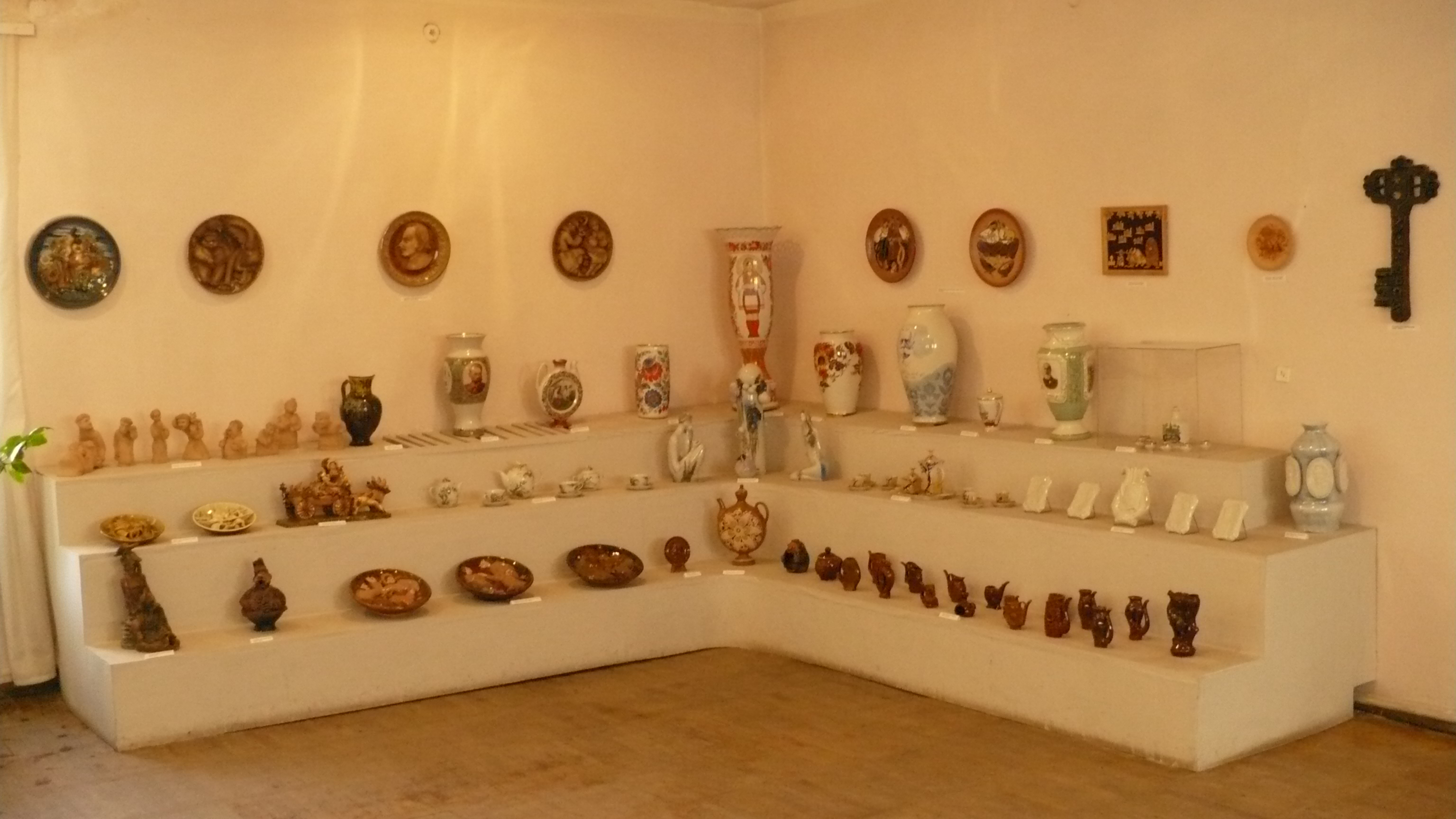